# Foroni Verona Football Club 2002-2003
Questa voce raccoglie le informazioni riguardanti il Foroni Verona Football Club nelle competizioni ufficiali della stagione 2002-2003.

## Stagione

La squadra festeggia la vittoria del primo scudetto della sua storia

Nell'estate 2002 la società cambia denominazione da Associazione Calcio Foroni a Foroni Verona Football Club e avvia una campagna di rafforzamento della squadra mettendo sotto contratto Elisa Camporese, Fabiana Comin, Moira Placchi, Daniela Tavalazzi e Rita Guarino
Al termine della 24ª giornata, grazie a una netta vittoria per 5-1 a Sassari in casa della Torres Terra Sarda mentre l'inseguitrice Enterprise Lazio perde fuori casa con il Bardolino, il Foroni Verona ha 9 punti di vantaggio sulla seconda in classifica e, con due giornate dal termine, conquista matematicamente il titolo di Campione d'Italia.

## Divise e sponsor
La tenuta da gioco è formata da maglia gialla, pantaloncini blu e calzettoni gialli, o in alternativa completamente gialla. Lo sponsor principale è per il settimo anno consecutivo la Poliplast del presidente Cornelio Lorenzini, mecenate del calcio dilettantistico locale.
|  | 1ª divisa |

## Organigramma societario
Area tecnica
- Allenatore: Leonardo Donella
- Allenatore in seconda: Milena Bertolini
- Preparatore atletico: Orlando Schultz[3]

## Rosa
Rosa e ruoli tratti da siti vari, tra cui Calciodonna.it, e fonti FIGC, mumeri di maglia relativi all'incontro di Supercoppa italiana 2002.
| N. |                   | Ruolo | Calciatrice            |
| -- | ----------------- | ----- | ---------------------- |
| 1  | Italia (bandiera) | P     | Fabiana Comin          |
| 2  | Italia (bandiera) | D     | Daniela Tavalazzi      |
| 3  | Italia (bandiera) | D     | Giulia Perelli         |
| 4  | Italia (bandiera) | D     | Moira Placchi          |
| 5  | Italia (bandiera) | D     | Elena Ficarelli        |
| 6  | Italia (bandiera) | C     | Federica D'Astolfo     |
| 7  | Italia (bandiera) | C     | Marina Pellizzer       |
| 8  | Italia (bandiera) | C     | Piera Cassandra Maglio |
| 9  | Italia (bandiera) | C     | Elisa Camporese        |

| N. |                        | Ruolo | Calciatrice        |
| -- | ---------------------- | ----- | ------------------ |
| 10 | Italia (bandiera)      | A     | Silvia Tagliacarne |
| 11 | Italia (bandiera)      | A     | Rita Guarino       |
|    | Italia (bandiera)      | D     | Sara Magnaguagno   |
|    | Italia (bandiera)      | C     | Sara Boldini       |
|    | Italia (bandiera)      | C     | Silvia Carraro     |
|    | Italia (bandiera)      | C     | Giorgia Duò        |
|    | Stati Uniti (bandiera) | C     | Jill Rutten        |
|    | Italia (bandiera)      | A     | Chiara Gazzoli     |
|    | Italia (bandiera)      | A     | Marcella Gozzi     |

## Calciomercato

### Sessione estiva
| Acquisti | Acquisti          | Acquisti        | Acquisti   |
| R.       | Nome              | da              | Modalità   |
| -------- | ----------------- | --------------- | ---------- |
| P        | Fabiana Comin     | Bardolino       | definitivo |
| D        | Daniela Tavalazzi | Ruco Line Lazio | definitivo |
| D        | Moira Placchi     | Bardolino       | definitivo |
| C        | Elisa Camporese   | Bardolino       | definitivo |
| C        | Giorgia Duò       | Ruco Line Lazio | definitivo |
| C        | Jill Rutten       | ???             | definitivo |
| A        | Rita Guarino      | Ruco Line Lazio | definitivo |

| Cessioni | Cessioni        | Cessioni         | Cessioni   |
| R.       | Nome            | a                | Modalità   |
| -------- | --------------- | ---------------- | ---------- |
| P        | Giorgia Brenzan |                  | ritirata   |
| P        | Sara Feletto    | Bergamo R        | prestito   |
| D        | Ilenia Nicoli   |                  |            |
| D        | Manuela Tesse   | Enterprise Lazio | definitivo |
| D        | Simona Zani     | Aurora Bergamo   | definitivo |
| C        | Katia Serra     | Enterprise Lazio | definitivo |
| C        | Alessia Tuttino | Bardolino        | definitivo |

## Risultati

### Serie A

#### Girone di andata
| Verona 21 settembre 2002, ore 16:00 CEST 2ª giornata | Foroni Verona | 6 – 1 | Como 2000 |  |

| 13 ottobre 2002, ore 15:30 CEST 3ª giornata | Torino | 1 – 5 | Foroni Verona |  |

| Verona 19 ottobre 2002, ore 15:30 CEST 4ª giornata | Foroni Verona | 7 – 0 | Agliana |  |

| 2 novembre 2002, ore 14:30 CET 6ª giornata | Foroni Verona | 3 – 0 | Fiammamonza |  |

| Verona 9 novembre 2002, ore 14:30 CEtT 7ª giornata | Foroni Verona | 5 – 0 | Letti Cosatto Tavagnacco |  |

| Arbitro: | Gervasoni (Mantova) |

|                              |           |  |
| Mon. Placchi 25’ Gazzoli 85’ | Marcatori |  |

#### Girone di ritorno
| Como 18 gennaio 2003, ore 14:30 CET 15ª giornata | Como 2000 | 0 – 3 | Foroni Verona |  |

| Arbitro: | Romano (Pisa) |

|  |           |                                         |
|  | Marcatori | 17’ Tagliacarne 21’ Gazzoli 83’ Guarino |

| Tavagnacco 1º marzo 2003, ore 15:00 CET 20ª giornata | Letti Cosatto Tavagnacco | 0 – 6 | Foroni Verona | Stadio comunale |

| Arbitro: | Ceravolo (Abbiategrasso) |

|                |           |                                        |
| Colasuonno 47’ | Marcatori | 30’, 83’, 87’ Gazzoli 36’, 67’ Guarino |

| Calmasino, Bardolino 10 maggio 2003, ore 16:00 CEST 26ª giornata | Bardolino | 0 – 3 | Foroni Verona | Stadio comunale Belvedere |

### Coppa Italia

#### Terza fase
| 21 dicembre 2002 | Vicenza | 0 – 8 | Foroni Verona |  |

#### Ottavi di finale
| Verona 15 febbraio 2003, ore 14:30 CET Andata         | Foroni Verona | 2 – 0 | Torino |  |
| \| \| \| \| \| Gazzoli Tagliacarne \| Marcatori \| \| |               |       |        |  |
|                                                       |               |       |        |  |
| Gazzoli Tagliacarne                                   | Marcatori     |       |        |  |

| 22 marzo 2003 Ritorno | Torino | 1 – 9 | Foroni Verona |  |

#### Quarti di finale
| 9 aprile 2003 Andata | Sporting Casalnuovo | 1 – 5 | Foroni Verona |  |

| Verona 1º maggio 2003 Ritorno | Foroni Verona | 5 – 0 | Sporting Casalnuovo |  |

#### Semifinali
| Verona 24 maggio 2003 Andata | Foroni Verona | 0 – 1 | A.D. Decimum Lazio |  |

| 31 maggio 2003 Ritorno | A.D. Decimum Lazio | 0 – 0 | Foroni Verona |  |

### Supercoppa italiana
| Arbitro: | Bonini (Perugia) |

|  |           |                      |
|  | Marcatori | 33’, 63’ Tagliacarne |

## Statistiche

### Statistiche di squadra
| Competizione        | Punti | In casa | In casa | In casa | In casa | In casa | In casa | In trasferta | In trasferta | In trasferta | In trasferta | In trasferta | In trasferta | Totale | Totale | Totale | Totale | Totale | Totale | DR   |
| Competizione        | Punti | G       | V       | N       | P       | Gf      | Gs      | G            | V            | N            | P            | Gf           | Gs           | G      | V      | N      | P      | Gf     | Gs     | DR   |
| ------------------- | ----- | ------- | ------- | ------- | ------- | ------- | ------- | ------------ | ------------ | ------------ | ------------ | ------------ | ------------ | ------ | ------ | ------ | ------ | ------ | ------ | ---- |
| Serie A             | 75    | 13      | 12      | 0       | 1       | 83      | 5       | 13           | 13           | 0            | 0            | 43           | 7            | 26     | 25     | 0      | 1      | 126    | 12     | +114 |
| Coppa Italia        | -     | 3       | 2       | 0       | 1       | 7       | 1       | 4            | 3            | 1            | 0            | 22           | 2            | 7      | 5      | 1      | 1      | 29     | 3      | +26  |
| Supercoppa italiana | -     | -       | -       | -       | -       | -       | -       | -            | -            | -            | -            | -            | -            | 1      | 1      | 0      | 0      | 2      | 0      | +2   |
| Totale              | -     | 16      | 14      | 0       | 2       | 90      | 6       | 17           | 16           | 1            | 0            | 65           | 9            | 34     | 31     | 1      | 2      | 157    | 15     | +145 |

### Andamento in campionato
| Giornata  | 1 | 2 | 3 | 4 | 5 | 6 | 7 | 8 | 9 | 10 | 11 | 12 | 13 | 14 | 15 | 16 | 17 | 18 | 19 | 20 | 21 | 22 | 23 | 24 | 25 | 26 |
| --------- | - | - | - | - | - | - | - | - | - | -- | -- | -- | -- | -- | -- | -- | -- | -- | -- | -- | -- | -- | -- | -- | -- | -- |
| Luogo     | T | C | T | C | T | C | T | T | C | T  | C  | T  | C  | C  | T  | C  | T  | C  | T  | C  | C  | T  | C  | T  | C  | T  |
| Risultato | V | V | V | V | P | V | V | V | V | V  | V  | V  | V  | V  | V  | V  | V  | V  | V  | V  | V  | V  | V  | V  | V  | V  |
| Posizione | 1 | 1 | 1 | 1 | 3 |   |   |   |   |    |    | 1  | 1  | 1  | 1  | 1  | 1  | 1  | 1  | 1  | 1  | 1  | 1  | 1  | 1  | 1  |

Legenda:

Luogo: C = Casa; T = Trasferta. Risultato: V = Vittoria; N = Pareggio; P = Sconfitta.

### Statistiche delle giocatrici
| Giocatore      | Serie A  | Serie A | Serie A     | Serie A    | Coppa Italia | Coppa Italia | Coppa Italia | Coppa Italia | Supercoppa italiana | Supercoppa italiana | Supercoppa italiana | Supercoppa italiana | Totale   | Totale | Totale      | Totale     |
| Giocatore      | Presenze | Reti    | Ammonizioni | Espulsioni | Presenze     | Reti         | Ammonizioni  | Espulsioni   | Presenze            | Reti                | Ammonizioni         | Espulsioni          | Presenze | Reti   | Ammonizioni | Espulsioni |
| -------------- | -------- | ------- | ----------- | ---------- | ------------ | ------------ | ------------ | ------------ | ------------------- | ------------------- | ------------------- | ------------------- | -------- | ------ | ----------- | ---------- |
| S. Boldini     | ?        | ?       | ?           | ?          | ?            | ?            | ?            | ?            | 1                   | 0                   | ?                   | ?                   | 1+       | 0+     | ?           | ?          |
| E. Camporese   | ?        | ?       | ?           | ?          | ?            | ?            | ?            | ?            | 1                   | 0                   | ?                   | ?                   | 1+       | 0+     | ?           | ?          |
| S. Carraro     | ?        | ?       | ?           | ?          | ?            | ?            | ?            | ?            | ?                   | ?                   | ?                   | ?                   | ?        | ?      | ?           | ?          |
| F. Comin       | ?        | ?       | ?           | ?          | ?            | ?            | ?            | ?            | 1                   | 0                   | ?                   | ?                   | 1+       | 0+     | ?           | ?          |
| F. D'Astolfo   | 29       | 10      | ?           | ?          | ?            | ?            | ?            | ?            | 1                   | 0                   | ?                   | ?                   | 30+      | 10+    | ?           | ?          |
| G. Duò         | ?        | ?       | ?           | ?          | ?            | ?            | ?            | ?            | ?                   | ?                   | ?                   | ?                   | ?        | ?      | ?           | ?          |
| E. Ficarelli   | ?        | ?       | ?           | ?          | ?            | ?            | ?            | ?            | 1                   | 0                   | ?                   | ?                   | 1+       | 0+     | ?           | ?          |
| C. Gazzoli     | ?        | 54      | ?           | ?          | ?            | ?            | ?            | ?            | ?                   | ?                   | ?                   | ?                   | ?        | 54+    | ?           | ?          |
| M. Gozzi       | ?        | ?       | ?           | ?          | ?            | ?            | ?            | ?            | 1                   | 0                   | ?                   | ?                   | 1+       | 0+     | ?           | ?          |
| R. Guarino     | ?        | 27      | ?           | ?          | ?            | ?            | ?            | ?            | 1                   | 0                   | ?                   | ?                   | 1+       | 27+    | ?           | ?          |
| P. C. Maglio   | ?        | ?       | ?           | ?          | ?            | ?            | ?            | ?            | 1                   | 0                   | ?                   | ?                   | 1+       | 0+     | ?           | ?          |
| S. Magnaguagno | ?        | ?       | ?           | ?          | ?            | ?            | ?            | ?            | ?                   | ?                   | ?                   | ?                   | ?        | ?      | ?           | ?          |
| M. Pellizzer   | ?        | ?       | ?           | ?          | ?            | ?            | ?            | ?            | 1                   | 0                   | ?                   | ?                   | 1+       | 0+     | ?           | ?          |
| G. Perelli     | ?        | ?       | ?           | ?          | ?            | ?            | ?            | ?            | 1                   | 0                   | ?                   | ?                   | 1+       | 0+     | ?           | ?          |
| M. Placchi     | ?        | 13      | ?           | ?          | ?            | ?            | ?            | ?            | 1                   | 0                   | ?                   | ?                   | 1+       | 13+    | ?           | ?          |
| J. Rutten      | ?        | ?       | ?           | ?          | ?            | ?            | ?            | ?            | ?                   | ?                   | ?                   | ?                   | ?        | ?      | ?           | ?          |
| S. Tagliacarne | ?        | ?       | ?           | ?          | ?            | ?            | ?            | ?            | 1                   | 2                   | ?                   | ?                   | 1+       | 2+     | ?           | ?          |
| D. Tavalazzi   | ?        | ?       | ?           | ?          | ?            | ?            | ?            | ?            | 1                   | 0                   | ?                   | ?                   | 1+       | 0+     | ?           | ?          |